# Araneus postilena
Araneus postilena este o specie de păianjeni din genul Araneus, familia Araneidae. A fost descrisă pentru prima dată de Thorell, 1878. Conform Catalogue of Life specia Araneus postilena nu are subspecii cunoscute.